# 格劳诺
格劳诺（義大利語：Grauno），是意大利特伦托自治省的一个市镇。总面积7平方公里，人口141人，人口密度20.1人/平方公里（2009年）。ISTAT代码为022094。